# Jean-Guihen Queyras

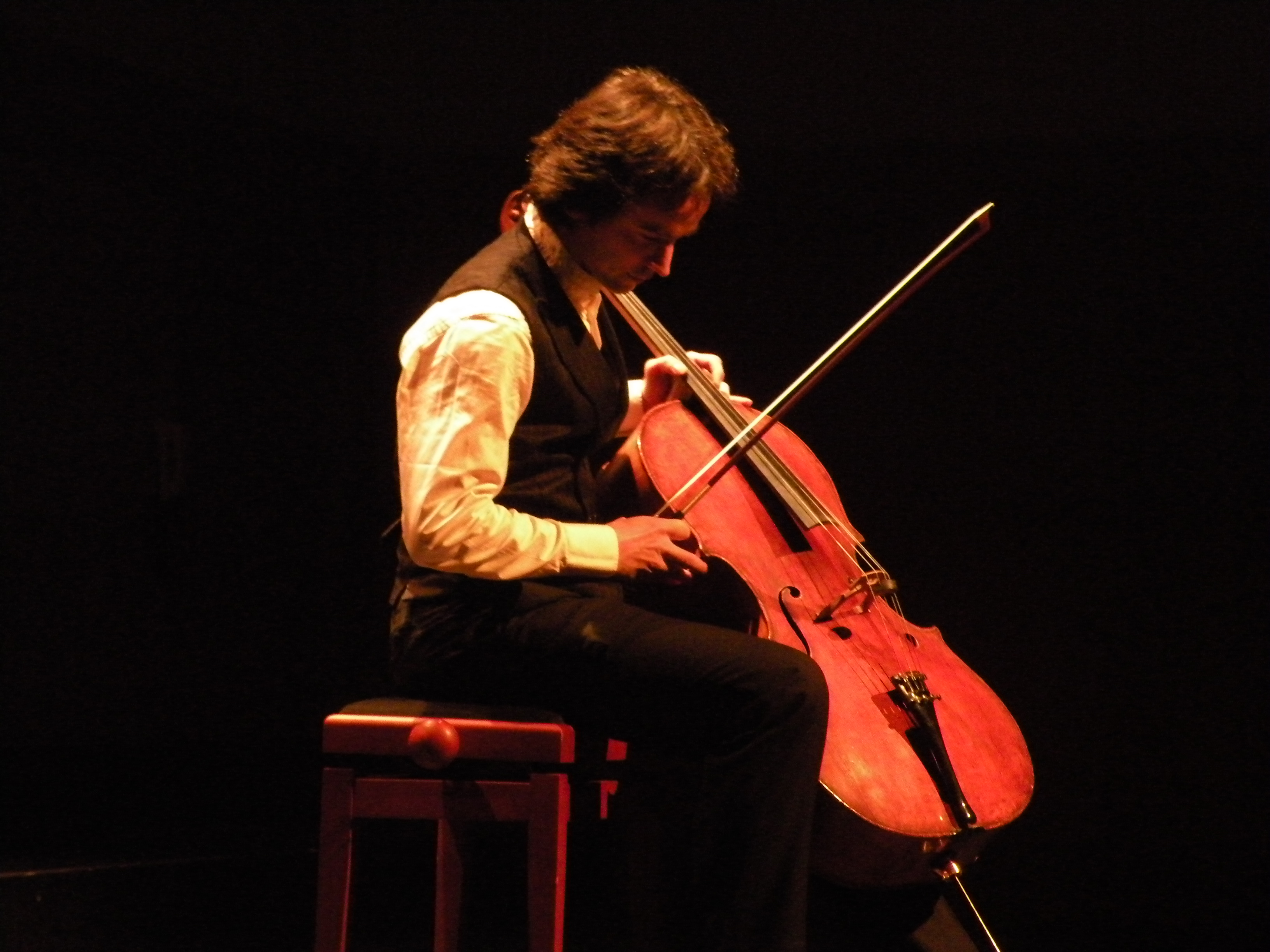
Jean-Guihen Queyras während La Folle Journée 2009.

Jean-Guihen Queyras (* 11. März 1967 in Montreal, Kanada) ist ein französischer Cellist.

## Leben und Wirken
Queyras studierte am Conservatoire Supérieur Musique et de Danse de Lyon und erhielt Stipendien für die Musikhochschule Freiburg, die Juilliard School of Music und das Mannes College of Music in New York. Er erhielt 1986 den Prix Jeanne Marx beim Concours de violoncelle Rostropowitch in Paris sowie den dritten Preis des Internationalen Musikwettbewerbs der ARD in München und 2002 den City of Toronto Glenn Gould International Protégé Price in Music als Protégé des Glenn-Gould-Preises.
Queyras war mehrere Jahre Mitglied des von Pierre Boulez gegründeten Ensemble InterContemporain. Er trat mit dem Gewandhausorchester und mit anderen bedeutenden europäischen Orchestern wie dem Orchestra della RAI Turin, dem Orchestre national de Belgique, dem BBC National Orchestra of Wales, dem Trondheim Symphony Orchestra, dem Philharmonischen Orchester Prag, dem Münchener Kammerorchester, dem SWR Sinfonieorchester Baden-Baden und Freiburg, dem Radiosinfonieorchester Saarbrücken und dem Tonhalle-Orchester Zürich auf und arbeitete kammermusikalisch u. a. mit Pierre-Laurent Aimard, Leif Ove Andsnes, Isabelle Faust, Emmanuel Pahud, Jean-Yves Thibaudet und Lars Vogt, auch im Trio mit Daniel Sepec und Andreas Staier.
2004 gründete er – gemeinsam mit den Geigern Antje Weithaas und Daniel Sepec und der Bratschistin Tabea Zimmermann – das Arcanto Quartett, das schnell Einladungen in die großen Konzertsäle Europas, Israels, Japans und Nordamerikas erhielt und einige CDs veröffentlichte.
Queyras’ Repertoire umfasst die klassische und romantische Literatur ebenso wie zeitgenössische Kompositionen. Er spielte u. a. die Uraufführungen der Cellokonzerte von Ivan Fedele, Bruno Mantovani und Thomas Larcher sowie des Concertino von Gilbert Amy. Für das Projekt Six Suites – Six Echos beauftragte er die Komponisten György Kurtág, Jonathan Harvey, Misato Mochizuki, Gilbert Amy, Ichirō Nodaïra und Ivan Fedele, jeweils ein Werk mit Bezug auf eine der Cellosuiten Bachs zu komponieren. 2016 veröffentlichte er das Album Thrace: Sunday Morning Sessons, das er gemeinsam mit dem griechischen Lyraspieler Sokratis Sinopoulos und zwei orientalischen Perkussionisten, Bijan und Keyvan Chemirani, einspielte.
Queyras unterrichtete ab 2001 als Professor für Violoncello an der Staatlichen Hochschule für Musik Trossingen, wechselte 2005 an die Staatliche Hochschule für Musik und Darstellende Kunst Stuttgart und hat seit 2011 eine Professur für Violoncello an der Hochschule für Musik in Freiburg im Breisgau inne.
Er spielt ein Violoncello von Gioffredo Cappa aus dem Jahr 1696.